# Sciurus meridionalis
Sciurus meridionalis (вивірка калабрійська) — вид вивірки (Sciurus), ендемік лісів регіонів Калабрія та Базиліката на півдні Італійського півострова.

## Таксономія
Таксон Sciurus meridionalis відділено від S. vulgaris на основі морфології та генетичних даних.

## Опис
S. meridionalis — це деревна тварина, яка своєю поведінкою в цілому нагадує вивірку звичайну. На відміну від останньої, яка дуже варіабельна, вивірка калабрійська мономорфна (зовнішній вигляд не змінюється), вона дуже темно-коричнева чи чорнувата з контрастним білим низом. Порівняно з рудими вивірками північної Італії, калабрійська також значно більша, важить 280–530 г або в середньому приблизно на 35% більше.

## Середовище проживання
S. meridionalis живе в змішаних лісах на високогір'ї, і її гнізда часто розташовуються в соснах або дубах. Здебільшого зустрічається біля чорної сосни, оскільки насіння є важливим джерелом їжі. Північною межею ареалу був північний Полліно, але вид повільно поширюється на північ до Луканських Апеннін (регіон Базиліката). Крайню північну межу ареалу S. meridionalis та найпівденнішу S. vulgaris розділяє відстань понад 100 км. Вивірка калабрійська має стабільну популяцію, але її невеликий ареал означає, що вона, ймовірно, вважається майже загроженою (NT) або, можливо, вразливою (VU). Найсерйознішою загрозою, ймовірно, є Callosciurus finlaysonii (Sciuridae), яка була інтродукована поблизу ареалу S. meridionalis.